# Prestol

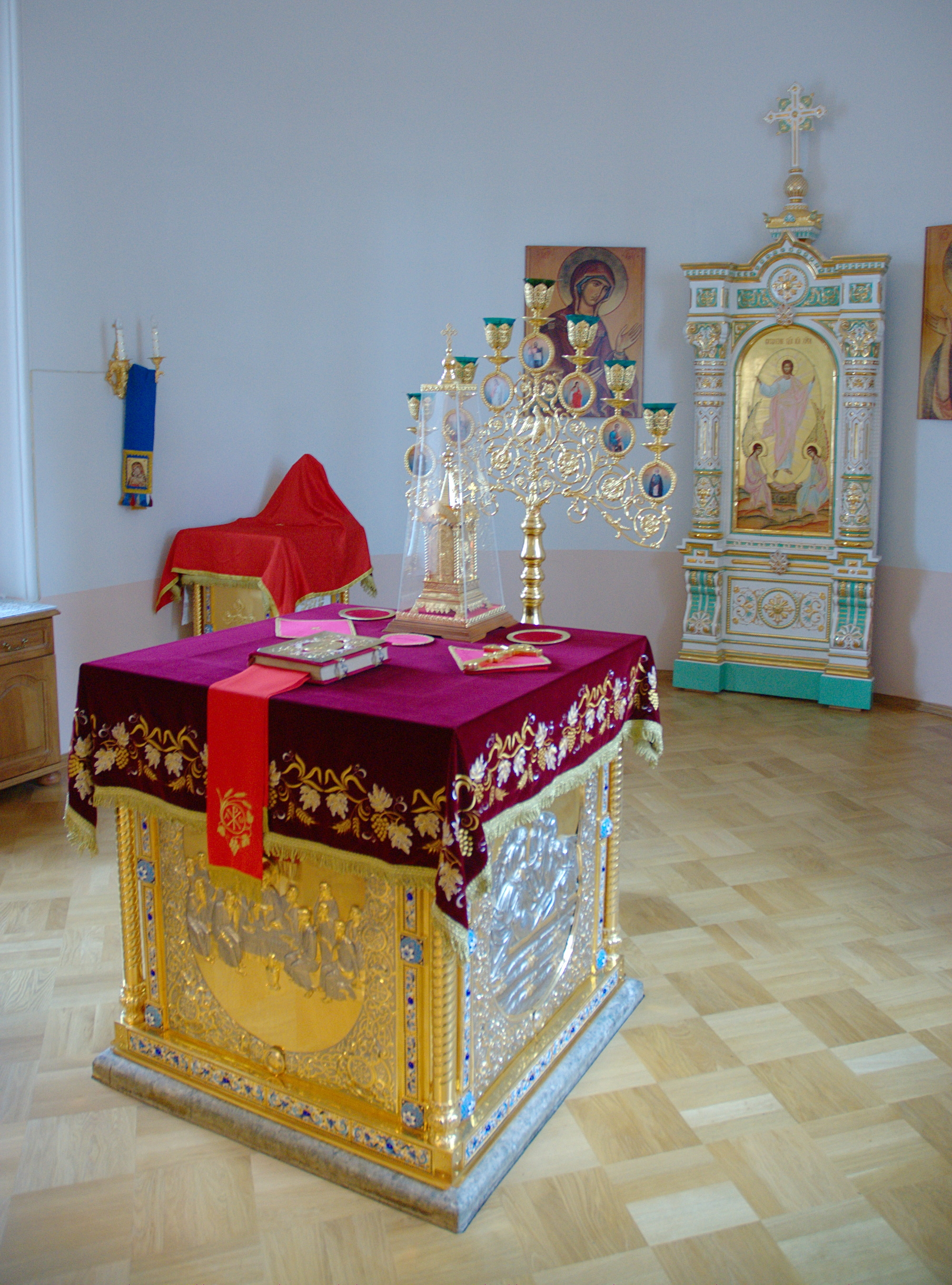
Prestol (Valaamský klášter)

Prestol (řecky ή αγία τράπεζα, rusky Престо́л) v pravoslavném chrámu je obětní (oltářní) stůl vysvěcený archijerejem pro výkon Eucharistie. Prestol se nachází uprostřed oltáře. 
V katolické církvi se pro pojmenování téhož užívá oltářní mensa, v protestantských denominacích pak oltář. 

## Etymologie slova
Původní význam slovanského výrazu prestol (Престо́л) je trůn, stolec, obětní stůl.
V řeckých chrámech se nazývá Αγία Τράπεζα / Agía Trápeza - «Svatá Trápeza» (trapéza = jídelna, jídelní stůl).

## Historie
V historii se prestoly zhotovovaly ze dřeva nebo kamene a byly přenosné. Od 4. století, když se jejich místo v chrámu ustálilo, začaly se prestoly vyrábět z kamene ve tvaru nevysokého stolku na čtyřech nohách před oltářní apsidou. Nakonec se prestolů místo na čtyřech nohách, začaly se vytvářet na jedné noze, nebo na kamenné podstavě. Od 10. století se prestoly zřizují uvnitř oltářní apsidy (přídělek).